# (193) Ambrosia
Pour les articles homonymes, voir Ambrosia.
(193) Ambrosia est un astéroïde de la ceinture principale découvert par Jérôme Eugène Coggia le 28 février 1879. Son nom fait référence à l'ambroisie, la nourriture des dieux grecs.

## Compléments